# 多結晶

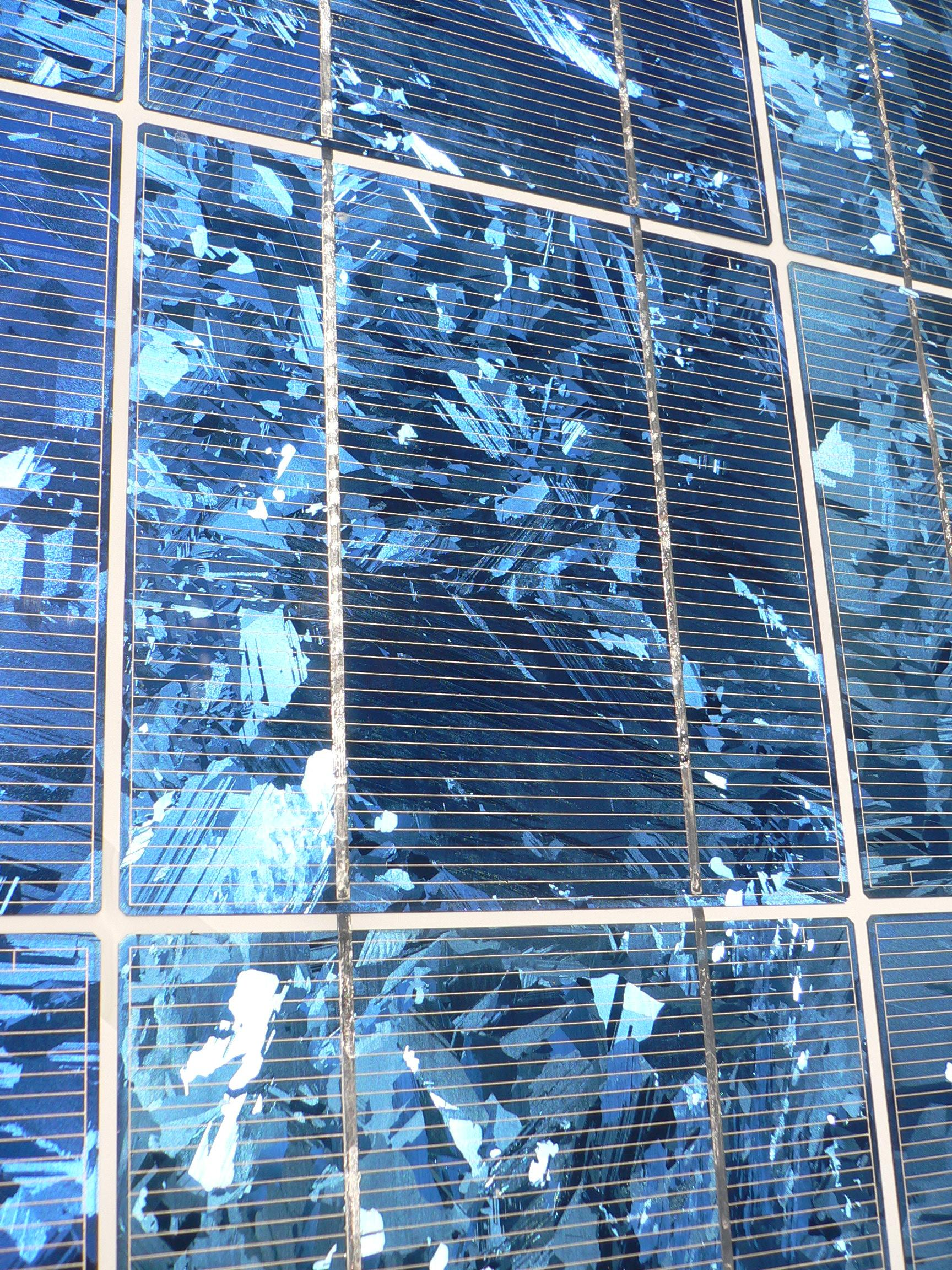
由多結晶體硅製成的太陽能電池。光的反射令結晶體內單個晶體的形狀顯現。

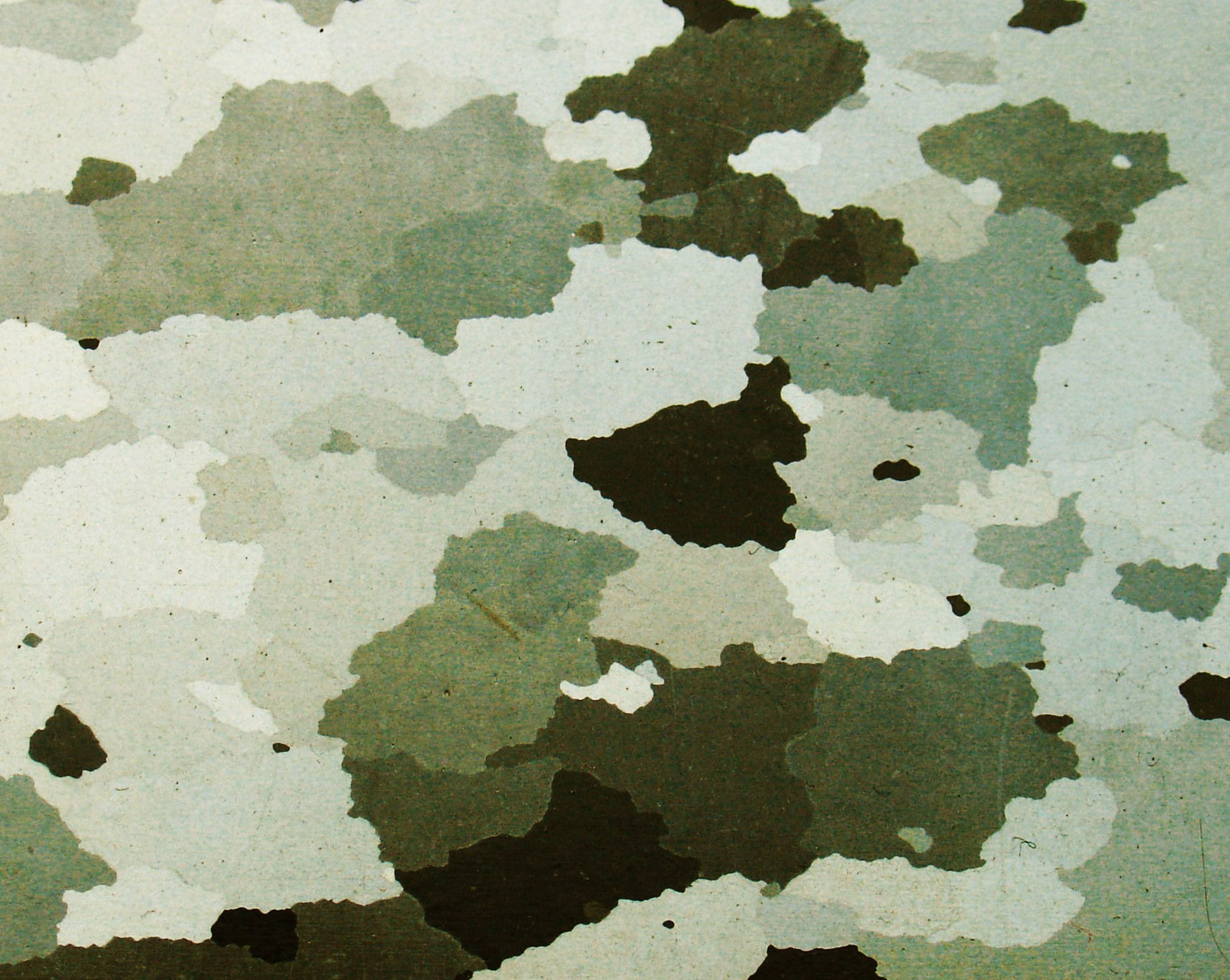
一幅已除去表面鍍膜的電工鋼的照片，展現了金屬的多結晶構造。

微觀上一顆單晶（上）的原子以近乎完美的周期排列：一顆多晶（中）則由多顆微小晶粒所組成；而无定形体（下），例如玻璃則連微觀上也不存在周期性的原子排列。

多結晶（Polycrystalline），或簡稱為多晶，是指固体由多顆大小及方向各異的晶粒所構成，而這些晶粒一般都由大量微小的单晶或微晶（微結晶、結晶粒、結晶子）組成。由多晶構成的物體稱為多結晶體或多晶體（Polycrystals）。晶粒方向的差異是隨機的，也可以隨指引而變得統一。這些晶粒的方向形成了晶體的質感，於晶體生長時及處理時形成。多晶結構只存在於固體，當冷卻時，結晶粒在材料的多個位置開始形成；而當這些結晶粒成長後相遇，它們之間的邊界就是晶體內的晶粒边界。
幾乎所有的金属及大多數陶瓷器都是多結晶体。另外有部分通常以多晶體形式出現的單質，例如硫，也可能會以單晶的形式出現。

## 性質
- 多結晶體材料的强度一般比相同物質組成的单晶為低；
- 結晶粒界的性質與結晶內部的性質不同，微結晶粒越小，結晶粒界的性質越傾向於突出。

## 用途
以下示例積極的應用了多結晶體的特性：
- 壓敏電阻：應用了結晶粒界的電氣特性的電子元件。

## 參看
- 晶体学
  - 晶体：单晶、无定形体
- 晶粒边界
- 多晶硅

## 延伸閱讀
- Lau, J.  (PDF). Journal of Research of the National Institute of Standards and Technology（英语：Journal of Research of the National Institute of Standards and Technology） (National Institute of Science and Technology). 2009, 114 (1): 57  [2022-03-07]. doi:10.6028/jres.114.005. （原始内容存档 (PDF)于2018-06-02）.